# Weingut Krutzler

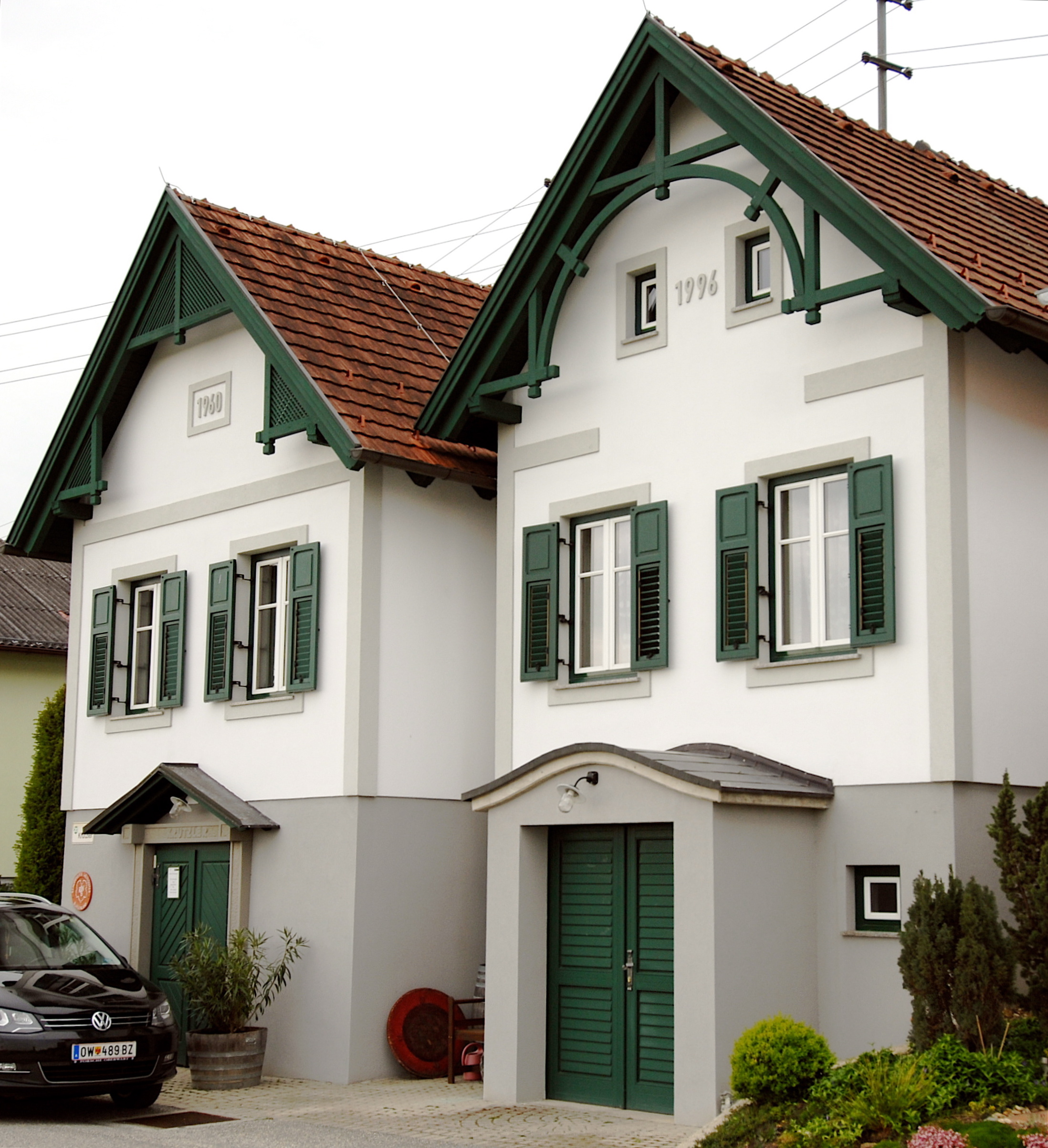
Weingut Krutzler

Das Weingut Krutzler in Deutsch Schützen-Eisenberg ist ein österreichisches Weingut im Weinbaugebiet Eisenberg.

## Geschichte
Den Grundstein für den Erfolg des familiär geführten Betriebes legte Hermann Krutzler, der bereits Mitte der 1960er Jahre Qualitätsweine in Flaschen füllte. Als einer der Pioniere des österreichischen Rotweins machte er schon früh auf das Potenzial des Südburgenlandes aufmerksam. Heute wird das Weingut, das österreichweit zur Rotweinelite zählt, von dessen Sohn Reinhold Krutzler geführt. Das Weingut war mehrmaliger Sieger des Falstaff-Rotweinpreises und ist Mitglied der Renommierten Weingüter Burgenland (RWB).

## Das Weingut
Die Rebfläche beträgt 12 Hektar (Stand 2015), wovon 98 Prozent mit roten Rebsorten, davon 80 Prozent mit Blaufränkisch, bestockt sind. Weitere Rebsorten sind Zweigelt, Cabernet Sauvignon, Merlot und Welschriesling. Die Rieden befinden sich in Deutsch-Schützen sowie am Eisenberg in einer nach Südsüdosten ausgerichteten Kessellage, in einem windgeschützten, pannonischen Kleinklima. Das Terroir ist geprägt von mineralischen, eisenhältigen Lehm- und Schieferböden.
Topwein des Betriebes ist der Blaufränkisch Perwolff, für den das beste (selektionierte) Lesegut von alten Blaufränkischreben, unter Hinzufügung einer kleinen Menge Cabernet Sauvignon, verwendet wird (laut österreichischem Weingesetz darf ein Wein als reinsortig bezeichnet werden, wenn nicht mehr als 15 Prozent aus anderen Sorten bestehen). Die außergewöhnliche Komplexität dieses Weins erklärt Reinhold Krutzler damit, dass die Trauben aus mehreren Weingärten mit unterschiedlichen, sehr vorteilhaften Bodenformationen stammen. Ein Teil der Trauben kommt vom Deutsch-Schützener Weinberg, direkt vor Krutzlers Haustür, wo kräftige, mit Ton durchzogene Böden vorherrschen. Ein weiterer Teil kommt von der kühlen Deutsch-Schützener Lage Ratschen, wo die Formationen aus mittelkräftigen Böden mit Sandeinlagerungen bestehen. Seine prägnante Mineralität bezieht der Wein aus jenen Trauben, die am schieferdurchsetzten Eisenberg heranreifen. Mithin sei im Falle des Blaufränkisch Perwolff gerade die Zusammenführung des Lesegutes aus verschiedenen Lagen überaus vorteilhaft.
Im Rotweinsegment stehen neben dem Topwein eine Blaufränkisch-Reserve, ein klassisch ausgebauter Blaufränkischer, ein Zweigelt-Klassiker sowie ein Merlot in der Reservekategorie. Im Weißweinsegment baut Krutzler reinsortig den im Gebiet angestammten Welschriesling aus.